# Eleazor H. Ellis
Eleazor Holmes Ellis (né le 26 août 1826 à Preble, dans le Territoire du Michigan, aujourd'hui dans le Wisconsin) est le fondateur du premier journal publié dans le Wisconsin The Green Bay Intelligencer, publié du 11 décembre 1833 au 1er juin 1836. Il était le fils de A. G. Ellis et d'un fermier.
Il s'est marié 3 fois :
- Il s'est marié la première fois à Harriet Sovina Gilbert le 26 février 1850. Ils eurent 2 fils, Albert Gallatin et Gilbert. Harriet est décédée le 26 août 1854 à Green Bay à l'âge de 23 ans.
- La seconde fois il épousa Eliza D. Chappel le 19 mai 1858 à Rockford (Illinois). Ils eurent 7 enfants: Virginia, Ruth, Frank Holmes, Grace, Frederick Wolcott, Jenny May, et James Wolcott. Eliza est décédée le 27 novembre 1878 à Green Bay à l'âge de 40 ans.
- Et enfin il épousa Ruth K. Gillette le 25 avril 1881 à Détroit. Ils n'ont pas eu d'enfants.

E. H. Ellis a été maire de Green Bay en 1860.
Il est mort en 1906 à l'âge de 80 ans.